# Grou-coroado-cinzento

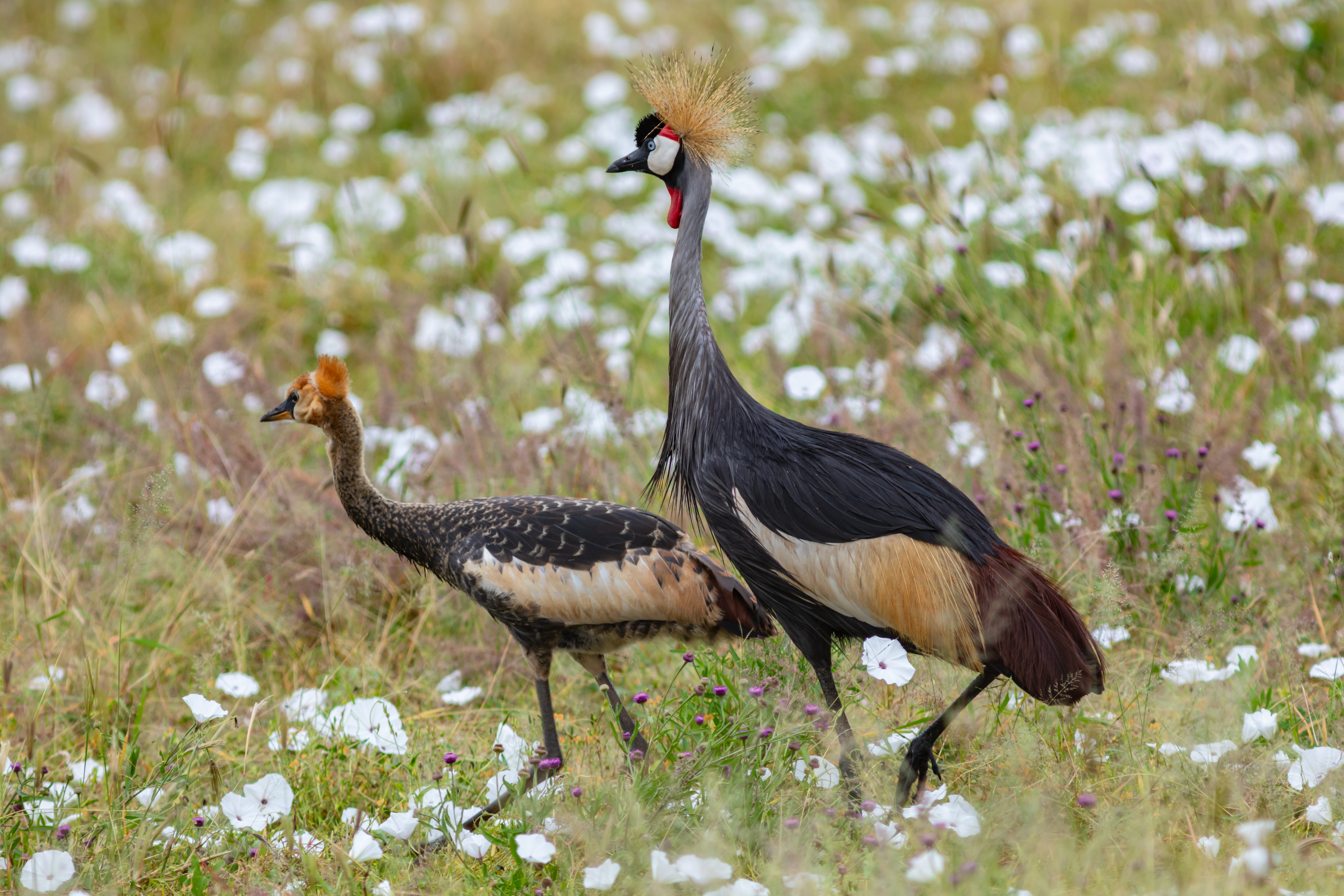
Grou-coroado-oriental na Tanzânia.

Grou-coroado-cinzento ou grou-coroado-austral (Balearica regulorum), também conhecido como grou-coroado-comum,  grou-coroado-oriental, grou-coroado-de-pescoço-cinzento e grou-coroado-azul é um grou africano da família Gruidae. A espécie é natural da savana árida africana. Existem duas subespécies, a B. r. gibbericeps no leste da República Democrática do Congo até Uganda, do qual é a ave símbolo, e a B. r. regulorum de tamanho melhor que é comum de Angola até o sul da África.

## Sua criação como Ave Ornamental no Brasil
O Grou-coroado-cinzento, apesar de ser uma ave africana, é muito criado em aviários como ave ornamental no Brasil, sendo criado em sítios mesmo ainda jovens. Se eles escaparem do cativeiro ou serem soltos do aviário, eles podem se tornar assilvestrados e ainda por cima há possibilidade de se tornarem espécies invasoras, como o pombo-doméstico, que já é uma espécie invasora em quase todo o mundo.